# Liaochelys jianchangensis
Liaochelys jianchangensis (лат.) — вымерший вид скрытошейных черепах, обитавшей в нижнем меловом периоде (аптский ярус), примерно 125—113 миллионов лет назад на территории Китая. Единственный вид рода Liaochelys. Его типовой образец — PMOL-AR00160, ископаемый скелет. Его типовым местонахождением является Сяо-тай-цзы, Ла-ма-донг, Цзяньчан, ископаемое находилось в находится в аптских озерных алевролитах формации Цзюфотанг в Китае. Это была всеядная пресноводная черепаха.